# ことり相談室
『ことり相談室』(- そうだんしつ)は、GyaOジョッキーで生放送されている相談バラエティ番組。毎週生放送で目の前に置いたパソコンを使用して視聴者と生チャットをしながら進行する。毎月1回放送される。

## 出演者
- 鳥肌実

## 概要
- 鳥肌実が相談者の悩みを適当に解決する。
- チャットには、基本的に注目しない。
- アーカイブには残さない。

## 放送リスト
※ここでの話の内容には一部鳥肌実本人の来歴とは異なる芸風上のいわゆる「ネタ」が含まれています。
| 第○回  | 放送日と時間         | 主な出来事 |
| 第1回  | 2009年4月22日21:00～ | - WBCの話で放送禁止用語連発 - 過去かかわりを持った女性が電話相談に登場 - 話すことがなくなりブリーフ1枚になった - その後、全裸となって強制的に放送終了 - 次の番組で総合Pであるズラサンが謝罪した。 |
| 第2回  | 2009年5月27日24:00～ | - 北朝鮮の核実験において放送禁止用語を発言 - 今回も特定団体や民族を非難した。 - 国籍はモンゴルだと衝撃発言する。 - 電車は基本的にキセル乗車だと語っている - ハメ撮りされることが好きで、84本ほどパソコンにたまっている。 - 前回と今回出演した同一女性とされる人がやらせであることを告白。 - 番組タイトルを次回から変えて相談や非難を受け付けないと発言。 - 前回同様脱ごうとしたが、スタッフの対応でそのまま放送終了。 |
| 第3回  | 2009年6月18日24:00～ | - 今回は、過去2回ほど過激な発言がなかったが、特定団体や民族を今回も非難した - 前回同様、ある政党の議員の選挙カー近くで街宣をかけ、選挙妨害をすると語った。 - 過去2回電話出演している女性に相談者と交際するよう要求した。 - 今度のイベントで一緒になるかすみ果穂をなんとか口説き落としたいと語っていた。 - 今回はパンツ一丁までは脱いだが、「えいっ」と言って脱ぐ真似だけをしてスタジオを去り放送終了。 |
| 第4回  | 2009年7月15日21:00～ | - 自民党の選挙対策委員長を痛烈批判した。 - 今回も特定団体・宗教団体・民族を批判し、それをねずみ講に例えた。 - ある政党の議員の選挙カー近くで街宣をかけ、選挙妨害をすると語った。 - また、数か所で撲滅イベントをすると宣言。ステッカーも配布するらしい。 - 今回は、電話相談がなかった。 |
| 最終回 | 2009年8月19日21:00～ | - 今回も特定団体・宗教団体・民族を批判し、ねずみ講に例えた。 - 酒井法子容疑者の話をして渋谷署に当初接見を申し込んだことを告白。あっさり断られたらしい。 - 超有名遊園地を早く大日本帝国ランドに改名すべきと言った。 - 本人は、乳よりも乳首や乳輪が好きらしい。 - 遊就館に展示されていた戦闘機に乗り、警備員に引きずりおろされて右翼から数回殴られたらしい。 - 今回も男性スタッフがモデルになって行為の実演があった。 - 2回ぶりに電話に例の女性が電話出演し、またその女性がやらせだと告白。 - 一度脱ぎかけたが時間が余ってとどまった。しかも脱ぐだけでなく射精をして終わると宣言。 - レイヴなどの多くは某団体主催でネタではないと発言。そこに自分も行きたいと言っていた。 - 最終的に「天皇陛下バンザ～イ」と叫んで終わった。 |

1. ↑  この回は、第1回と同じ21：00開始のゴールデンタイム枠での放送となった。

## 関連事項
- GYAO!